# Bausendorf
Bausendorf là một xã ở huyện Bernkastel-Wittlich, trong bang Rheinland-Pfalz, Xã Bausendorf có diện tích 11,86 km², dân số thời điểm ngày 31 tháng 12 năm 2006 là 1337 người.